# Jaan Rääts
Jaan Rääts   (Tartu, 15 d'octubre de 1932 - 25 de desembre de 2020) fou un compositor estonià que va treballar àmpliament en partitures de pel·lícules estonianes dels anys seixanta i setanta.
Era membre de la Unió de Compositors d'Estònia des del 1957.

## Obres musicals

### Piano
- Sonata núm. 1, op. 11 núm. 1 (1959)
- Sonata núm. 2, op. 11 núm. 2 (1959)
- Sonata núm. 3, op. 11 núm. 3 (1959)
- Sonata núm. 4, op. 36 "Quasi Beatles" (1969)
- Sonata núm. 5, op. 55
- Sonata núm. 6, op. 57
- Sonata núm. 7, op. 61
- Sonata núm. 8, op. 64
- Sonata núm. 9, op. 76 (1985, rev. 2014)
- Sonata núm. 10, op. 114 (2000, rev. 2014)
- 24 Preludis per a piano, op. 33 (1968)
- 24 bagatelles per a piano, op. 50
- 24 prelüüdi eesti rahvaviisidele [24 preludis estonians] per a piano, op. 60 (1977)
- 24 Marginalia per a piano, op. 65 (1982)
- 24 preludis estonians per a piano, op. 80
- 24 preludis estonians per a piano, op. 83
- 4 per a piano, op. 125
- Prelüüd per a piano, op. 128 (2014)

#### Dos pianos
- 24 marginalia, per a 2 pianos, op. 68
- Sonata per a 2 pianos, Op. 82 (1990)

### Música de cambra
- Meditació sobre un tema de Mozart per a violí solista, Op. 94
- Treball per a gravadora en fa major, Op. 103

#### Amb guitarra
- Allegro per a violí i guitarra, Op. 93
- Música sense títol, per a flauta i guitarra, Op. 107
- Trio per a guitarra, piano i percussió, Op. 121

#### Trios i quartets
- Trio núm. 2, op. 17
- Trio núm. 4, op. 56
- Trio núm. 6, op. 81
- Trio núm. 7, op. 125
- Kaleidoskopische, Études per a clarinet, violoncel i piano, Op. 97
- Quartets de corda (1955-1983)
- 3 Quintets de piano (1957-1970)
- Quintet núm. 3, op. 38 (1970)
- Variacions sobre un tema de Hanns Eisler per a gravador, violí, violoncel, piano i clavicèmbal, op. 62 (1978)
- Sextet per a piano i vents, op. 46 (1972)
- Sextet per a dos pianos i quartet de corda, Op. 84 (1990)
- Sextet per a cordes, op. 98 (1997)
- Nonet, op. 29 (1967)

### Orquestra
- Simfonia núm. 1, op. 3 (1957)
- Simfonia núm. 2, op. 8 (1958, rev. 1987, op. 79)
- Simfonia núm. 3, op. 10 (1959)
- Simfonia núm. 4, op. 13: Cosmique (1959)
- Simfonia núm. 5, op. 28 (1966)
- Simfonia núm. 6, op. 31 (1967)
- Simfonia núm. 7, op. 47 (1972)
- Simfonia núm. 8, op. 74 (1985)
- Oda per al primer cosmonauta, poema simfònic Op. 14 (1961)
- Concert per a orquestra de cambra núm. 1, op. 16 (1961)
- Concert per a orquestra de cambra núm. 2, op. 78 (1987)
- Viis eskiisi reekviemile [5 esbossos per a un rèquiem], Op. 100 (1996–97)
- Intrada per a orquestra de cambra, op. 102 (1997) dedicat al director Tõnu Kaljuste.

### Ballet
- Virumaa : Suite per a orquestra de corda i piano, op. 115 (2000)

### Concerts
- Concert per a violí número 1 i orquestra de cambra amb piano, op. 21 (1963)
- Concert per a violí núm. 2 i orquestra de cambra amb clavicèmbal, op. 63 (1979)
- Concert per a violí núm. 3 i orquestra de cambra, Op. 96 (1995) dedicada al violinista alemany Florian Meierott ; Versió per a violí i orgue, op. 96b
- Concert per a piano núm. 1, op. 34 (1968)
- Concert per a piano núm. 2, op. 70 (1983)
- Concert per a piano núm. 3, op. 83 (1990)
- Concert per a 2 pianos i orquestra, Op. 77 (1986)
- Concertino per a orquestra de piano i cambra, op. 9 (1958)
- Concert per a orquestra de piano i cambra, op. 41 (1971)
- Concert per a violoncel número 1, op. 27 (1966)
- Concert per a violoncel núm. 2, op. 43 (1971)
- Concert per a violoncel núm. 3, op. 99 (1997)
- Concert per a guitarra, orquestra de corda i piano preparat, Op. 88 (1992)
- Concert per a flauta, guitarra i orquestra, Op. 117 (2000)
- Concert per a 5, 3 trompetes, guitarra, percussió i orquestra de corda amb piano, op. 120 (2002)
- Concert per a orquestra de trompeta, piano i corda, op. 92 (1993)
- Concert per a violí i guitarra (1998)
- Concert per a dues guitarres (1999)

### Música vocal
- Primavera, oratori sobre un text de Maïakovski per a cor i orquestra infantil, op. 15 (1961)
- Karl Marx, per parlar de veu, cor i orquestra, Op. 18 (1962–64)
- Cantata escolar, per a cor i orquestra infantil, op. 32 (1968)

## Filmografia
- Ohtlikud mängud (1974)
- Aeg elada, aeg armastada (1976)
- Väike Reekviem Suupillile (1972)
- Tuulevaikus (1971)
- Gladiaator (1969)
- Segment de viini (1967)
- Tütarlaps mustas (1966)
- Null kolm (1965)
- Supernoova (1965)
- Roosa kübar (1963)